# Myiothlypis chrysogaster
Espèce
Statut de conservation UICN

 LC  : Préoccupation mineure
Myiothlypis chrysogaster (anciennement Basileuterus chrysogaster) est une espèce de passereaux appartenant à la famille des Parulidae.  

## Systématique
L'espèce Myiothlypis chlorophrys est séparée de cette espèce par le Congrès ornithologique international, mais ce n'est pas le cas de la plupart des autres autorités taxonomiques. Quand ces deux espèces étaient réunies dans le même taxon, celui-ci s'appelait Paruline à ventre doré.

## Distribution et habitat
Les oiseaux de cette espèce habitent les sous-bois des forêts humides au Pérou. 

Carte de répartition de l'espèce